# ITF Gimcheon Women's Challenger Tennis 2012
L'ITF Gimcheon Women's Challenger Tennis 2012 è stato un torneo di tennis facente parte della categoria ITF Women's Circuit nell'ambito dell'ITF Women's Circuit 2012. Il torneo si è giocato a Gimcheon in Corea del Sud dal 28 maggio al 3 giugno 2012 su campi in cemento e aveva un montepremi di $25,000.

## Vincitori

### Singolare
Duan Yingying ha battuto in finale  Chanel Simmonds con il punteggio di 6–2, 6–1

### Doppio
Hu Yueyue /  Xu Yifan hanno battuto in finale  Liang Chen /  Sun Shengnan con il punteggio di 6–0, 3–6, [10–7]